# Sturnus
Genre
Le genre Sturnus comprend deux espèces de passereaux appartenant à la famille des Sturnidae tous appelés étourneaux. Le COI l'a divisé en de nombreux genres, ne lui laissant que deux espèces, mais d'autres classifications en comptent plus d'une quinzaine.

## Liste des espèces
D'après la classification de référence (version 2.2, 2009) du Congrès ornithologique international (ordre phylogénique) :
- Sturnus unicolor – Étourneau unicolore
- Sturnus vulgaris – Étourneau sansonnet

D'autres classifications incluent :
- Sturnus burmannicus — Étourneau vineux inclus dans le genre Acridotheres par le COI
- Sturnus melanopterus — Étourneau à ailes noires inclus dans le genre Acridotheres par le COI
- Sturnus cineraceus — Étourneau gris inclus dans le genre Spodiopsar par le COI
- Sturnus contra — Étourneau pie inclus dans le genre Gracupica par le COI
- Sturnus erythropygius — Étourneau à tête blanche inclus dans le genre Sturnia par le COI
- Sturnus malabaricus — Étourneau à tête grise inclus dans le genre Sturnia par le COI
- Sturnus nigricollis — Étourneau à cou noir inclus dans le genre Gracupica par le COI
- Sturnus pagodarum — Étourneau des pagodes inclus dans le genre Sturnia par le COI
- Sturnus philippensis — Étourneau à joues marron inclus dans le genre Agropsar par le COI
- Sturnus senex — Étourneau de Ceylan inclus dans le genre Sturnia par le COI sous Sturnia erythropygia
- Sturnus sericeus — Étourneau soyeux inclus dans le genre Spodiopsar par le COI
- Sturnus sinensis — Étourneau mandarin inclus dans le genre Sturnia par le COI
- Sturnus sturninus — Étourneau de Daourie inclus dans le genre Agropsar par le COI
- Sturnus roseus — Étourneau roselin inclus dans le genre Pastor par le COI